# Röstzwiebeln

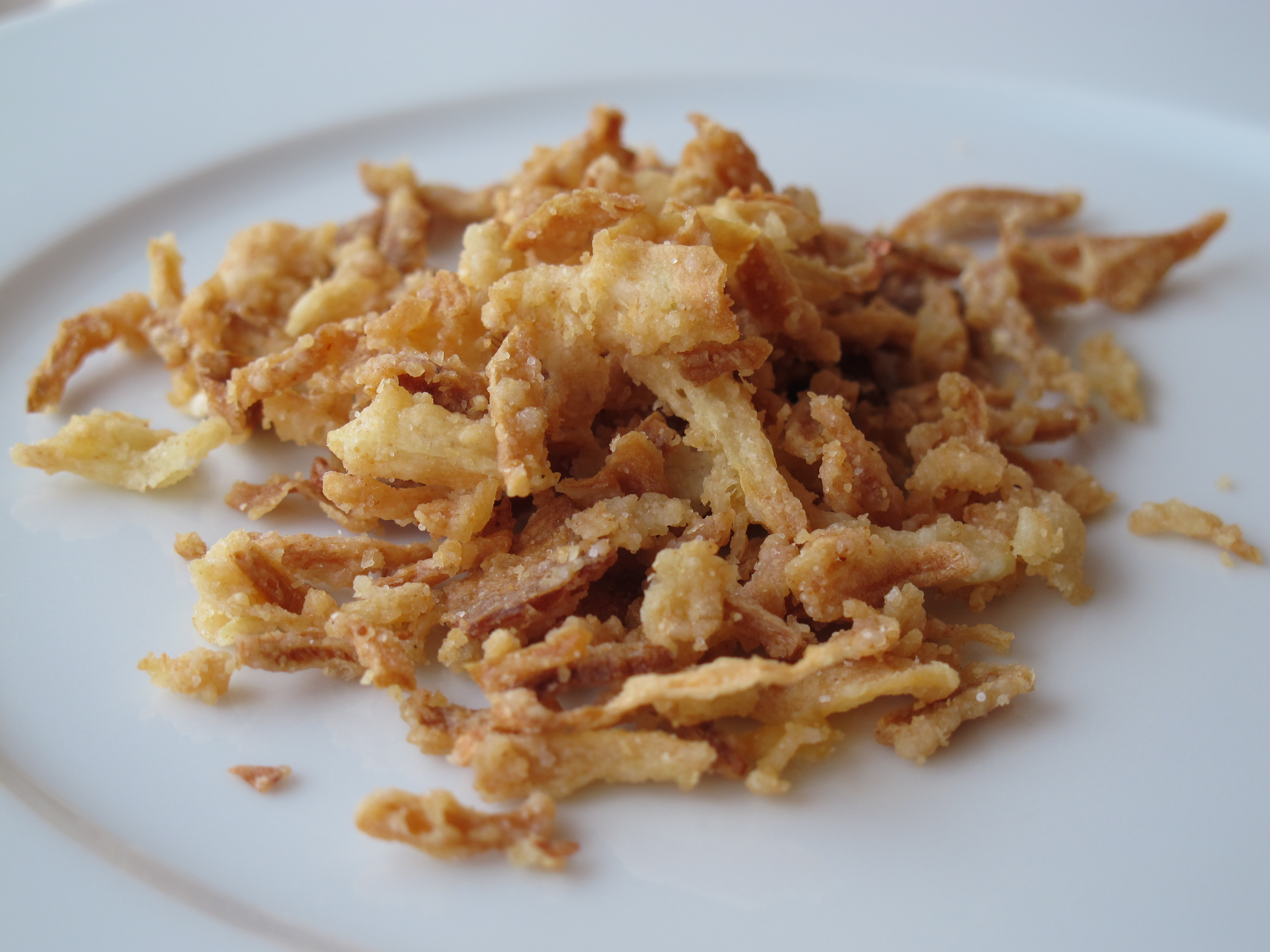
Röstzwiebeln aus dem Supermarkt

Als Röstzwiebeln bezeichnet man verschiedene Zubereitungen von Zwiebeln. Rösten steht dabei synonym für Braten unter Zugabe von Fett oder Öl.
In der Schwäbischen und Wiener Küche versteht man unter Röstzwiebeln die Zubereitung von feinen Zwiebelringen, die in Mehl gewendet werden, und anschließend in Öl frittiert. Sie sind dort Speisekomponenten von Zwiebelrostbraten und Kartoffelpüree.
Gebratene Zwiebelringe sind häufig eine Beilage zum Gericht Käsespätzle.